# Пайсанду (Парана)
Пайсанду (порт. Paiçandu) — муниципалитет в Бразилии, входит в штат Парана. Составная часть мезорегиона Северо-центральная часть штата Парана. Входит в экономико-статистический микрорегион Маринга. Население составляет 37 096 человек на 2006 год. Занимает площадь 170,837 км². Плотность населения — 217,1 чел./км².
Праздник города — 19 ноября.

## История
Город основан 25 июля 1960 года.

## Статистика
- Валовой внутренний продукт на 2003 год составляет 152 465 977,00 реалов (данные: Бразильский институт географии и статистики).
- Валовой внутренний продукт на душу населения на 2003 год составляет 4459,11 реалов (данные: Бразильский институт географии и статистики).
- Индекс развития человеческого потенциала на 2000 год составляет 0,746 (данные: Программа развития ООН).

## География
Климат местности: субтропический.